# Ex Shanti/Future Shanti
Ex Shanti/Future Shanti je tretji solistični studijski album slovenskega raperja N'toka in njegov prvi v angleškem jeziku. Izdan je bil 6. oktobra 2010 pri založbi Call and Response Records v Sloveniji in na Japonskem. Deloma je bil posnet med N'tokovim šestmesečnim bivanjem v Tokiu samo z računalnikom in sintesajzerjem. Pri pesmi »Fashion Crisis« gostuje pevka Kim iz japonske skupine Uhnellys.
Beseda "shanti" v sanskrtu pomeni mir.

## Seznam pesmi
Vse pesmi je napisal Miha Blažič.
1. »Superhuman« – 3:45
2. »Astroboy and Catwoman« – 4:24
3. »Masterplan« – 4:58
4. »Posing« – 3:00
5. »Pillow Fight« – 4:18
6. »Fashion Crisis« (feat. Kim) – 3:08
7. »Ex Shanti/Future Shanti« – 4:30
8. »Masterplan« (BeatMyth remix) – 4:29

## Zasedba
- N'toko — izvedba
- Igor Vuk — miksanje, snemanje (vse razen 7)
- Kantaro Sato — snemanje (7)
- Perica Šuran — dodatni bobni (2)
- Naoki Kaneko ("Kim") — vokal (7)